# Тонмёнсон
Тонмёнсон (кор. 동명성왕; апрель 58 г. до н. э. — сентябрь 19 г. до н. э.) также известный как Чумон (кор. 주몽); храмовое и посмертное имя — король Тонмёнсон, Тхэджо Чунмо) — первый король (37 г. до н. э. — 19 г. до н.э) и создатель государства Когурё (37 г. до н. э. — 668 г.), существовавшего в период Трёх корейских государств, которое на протяжении семи веков являлось центром Северо-Восточной Азии. Современный термин «Корея» происходит от названия средневекового государства Корё, которое является сокращением от термина «Когурё». Считается одним из самых известных и уважаемых правителей в истории Кореи. В ранней корейской историографии считалось, что король Тонмёнсон и король и основатель другого корейского государства Пуё Донмён одно и тоже лицо, однако затем было установлено, что это разные личности. Представители династии Тонмёнсона правили в Когуре до конца государственности.

## Биография
Легенда говорит, что король Чумон имел небесное происхождение. Его отцом был сын Небесного императора Хэ Мосу, а матерью Ю-хва, дочь бога рек Хабэка.
Во время правления в Пуё благочестивого короля которого звали Кымва, Ю-хва (цветок ивы) была спасена из озера, куда её заточил отец и стала жить во дворце короля. Вскоре она забеременела от лучей солнца и родила яйцо, из которого появился Чумон. Сам Кымва также имел необычное происхождение. У предыдущего правителя Пуё Хэбуру не было сына. Поэтому он молился духам гор и рек о потомке. Однажды около озера Конён он увидел странный камень, приказал перевернуть его и обнаружил под ним маленького ребёнка, похожего на лягушку. Хэбуру решил, что это знак Неба и взял мальчика с собой. Его назвали Кымва, что значит «золотой лягушонок».
Через месяц после своего рождения Чумон заговорил. Однажды над ним начали летать мухи, которые мешали ему заснуть. Он попросил мать сделать ему лук и стрелы, с помощью которых убил всех мух. Он с раннего детства научился метко стрелять из лука, за что получил прозвище Чумон, означающее «меткий лучник». Он рос вместе с детьми короля Кымва, у которого было семь сыновей. Однажды они и Чумон пошли на охоту. Сыновья Кымва вместе подстрелили только одного оленя, а Чумон множество оленей. Сыновья короля привязали его к дереву и отняли добычу. Он вырвал дерево с корнем и освободился. Тогда сыновья короля оклеветали его, сказав правителю, что Чумон хочет стать государем вместо Кымва. Разозлившись, он направил Чумона на конюшню ухаживать за лошадьми. Чумон был очень обижен и решил уехать из страны, кроме того, существовала опасность для его жизни от детей Кымва. Мать также одобрила решение сына.
Чумон бежал из Пуё на юг вместе с 3 друзьями по имени Ои, Мари, Хёппо. Его жена, будущая королева Йе, не смогла его сопровождать, потому что была беременна. За ними погнались сыновья Кымва, чтобы убить Чумона. Беглецам предстояло переправиться через реку. Он сказал реке: «Я являюсь внуком Небесного императора и бога реки Хабэка. Помоги мне, пожалуйста» и ударил кнутом по воде. Тогда рыбы и черепахи составили мост, по которому он с друзьями перешли через реку.
Вскоре Чумон обосновался в государстве Чолбон Пуё, где женился на Со Со Но, второй дочери здешнего короля. От брака родились двое сыновей, Бирю и Онджо. После смерти короля Чолбон Пуё, Чумон создал собственное королевство, которое стало называться Когуре и вело активную завоевательную политику, быстро став одним из самых значительных. Почти сразу после вступления на престол, король Тонмёнсон начал поход против соседнего народа мальгаль, в 36 году до н. э. разбил войска короля Сонъяна, правителя государства Пирю. В последующие годы он покорил ещё два государства — Хэнин и Окчо. В 34 г. до н. э. Чумон построил королевский дворец и важную крепость Чольбонсон, что стало знаковым событием в укреплении государственности и его власти.
Чольбон считается местом, где король Чумон основал государство Когурё и сделал его своей столицей.
Вскоре после основания нового государства к нему из Пуе вернулась жена с сыном Юри и он назначил Юри своим политическим преемником.
Король хорошо знал жизнь простых людей. Ему какое то время пришлось скитаться по странам Древней Кореи, общаться с обычными людьми, питаться их повседневной пищей, носить грубую крестьянскую одежду и обувь из соломы. Это во многом сформировало его характер по отношению к подданным и позволило впоследствии получить их глубокое уважение. Многие территории Чумон захватил, не прибегая к войнам или насилию. Историки отзываются о нём как о талантливом и благородном правителе. Летопись говорит, что через 19 лет после создания Чумоном королевства Когуре, над Соколиным перевалом поднялось чёрное облако и послышалось, будто там копают землю. Король сказал, что это небесные люди строят для него дворец. Через 7 дней облако рассеялось, и появился город. Затем король Чумон поднялся на небо и уже не вернулся обратно.
Его также считают основателем древних и средневековых государств, пришедших на смену Когурё, таких как Тхэбон (Позднее Когурё), Пэкче, Бохай и Корё.
В Когурё существовал культ поклонения Тонмёнсону. В ходе нападения китайской армии на когуресскую крепость Ляодун, в святилище, где поклонялись духу короля, шаман принес в жертву девственницу и сказал: «Чумон доволен, поэтому крепость Ляодун не падет».
Предполагается, что святилища Чумона были в каждом крупном городе Когуре. Также поклонение имело место в королевстве Пэкче.
В Пэкче королем стал Онджо, сын Тонмёнсона, который построил там «святилище Тонмёна» и проводил ритуалы поклонения отцу.
В эпоху государства Корё святыми местами были объявлены дворец короля Тонмёнсона Куджегун, мост Тонган, там где рыбы и черепахи помогли ему перейти через реку, пещера Кирин, где он приручил коня Кирин и камень Чочхон, на который он ступил, когда поднимался на небеса. Когда король Тонмёнсон вознёсся на небеса и не вернулся, его сын и преемник на престоле Юри похоронил нефритовый кнут своего отца в Ёнсане, где сейчас находится выполненная из сланца гробница короля. Поклонение духу короля происходило в Тонмёнванмё (東明王廟) на месте гробницы в Ёнсане.
В период государства Чосон Тонмёнсон почитался как один из трёх святых Пхеньяна вместе с Хиджей и Тангуном. Король Седжон Великий построил храм Тонмёнсончжеса (東明聖帝祠) в Ыйри-бане, в Пхеньяне, чтобы проводить поминальные службы по королю Тонмёнсону и Тангуну одновременно. Другой король Чосона Седжо присвоил Тонмёнсону титул «Король Тонмён, основатель Когурё». Во времена Корейской империи гробница короля и храм Тонмёнсончжеса были назначены местами для проведения родовых обрядов.
Поклонение распространилось и на мать короля Ю-хва.
Чумон управлял государством в течение 18-ти лет. В Корее почитают его как мудрого монарха и талантливого полководца. Он национальный герой Кореи, который на пути к успеху смог преодолеть многие трудности. Корейцы также называют его Тонмёнсонван — «Святой король Тонмён».